# Спілка театральних діячів Російської Федерації
Спілка театральних діячів Російської Федерації (Всеросійське театральне товариство, СТД РФ) — загальноросійська громадська організація, що об'єднує представників театральних професій. Основна мета — розвиток театрального мистецтва в Росії, надання допомоги та підтримки діячам російської сцени.
Президія СТД РФ знаходиться в Москві на Страсному бульварі.

## Історія
Спілка театральних діячів Російської Федерації є правонаступником «Імператорського російського театрального товариства».
9 січня 1877 року було засновано «Товариство взаємної допомоги російських артистів».
У 1883 році «Товариство взаємної допомоги російських артистів» було перетворено у «Товариство для допомоги нужденним сценічним діячам».
У 1894 році Товариство було реорганізоване в «Російське театральне товариство» (РТТ).
З 1904 по 1919 рік «Російське театральне товариство» іменувалося «Імператорським Російським театральним товариством».
Після Жовтневого заколоту, в 1918 році, був створений «Театральний відділ» (ТЕО) Наркомпросу, на чолі якого встав Луначарський.
У 1932 році Товариство було перейменовано у «Всеросійське театральне товариство» (СОТ) і отримало статус творчого об'єднання.
На XV з'їзді СОТ, у 1986 році, було прийнято рішення про переформування СОТ в «Союз театральних діячів РРФСР», головою СТД був обраний народний артист СРСР Михайло Ульянов.
У 1992 році «Союз театральних діячів РРФСР» перейменовано в «Союз театральних діячів Російської Федерації».